# L'Hôtel du libre échange (film, 1934)
Pour les articles homonymes, voir L'Hôtel du libre échange (homonymie).
Pour plus de détails, voir Fiche technique et Distribution.
L'Hôtel du libre échange est un film français réalisé par Marc Allégret, sorti en 1934

## Synopsis
Une succession d'évènements imprévus et de quiproquos, réunissent à l'hôtel du libre échange : un expert venu pour découvrir la source de bruits suspects, sa femme, prête à le tromper avec son meilleur ami ; un avocat bègue et ses quatre filles et, enfin, le neveu de l'expert désireux de passer quelques heures avec la petite bonne du meilleur ami de son oncle.

## Fiche technique
- Titre français : L'Hôtel du libre échange
- Réalisation : Marc Allégret
- Assistants : Paul Allaman, Pierre Prévert
- Scénario : Marc Allégret, Jacques Prévert, Pierre Prévert (non crédité), d'après le vaudeville éponyme de Georges Feydeau et Maurice Desvallières[2]
- Photographie : Roger Hubert
- Montage : Denise Batcheff, Marguerite Beaugé
- Décors : Lazare Meerson, Alexandre Trauner, Robert Gys
- Effets spéciaux : Paul Minine, Nicolas Wilcke
- Producteur : Alexandre Kamenka
- Directeur de production : Alex Traversac
- Société de production : Or Films
- Société de distribution : Pathé Consortium Cinéma
- Pays d’origine :  France
- Langue : français
- Tournage en mars 1934
- Format : Noir et blanc — 35 mm — 1,37:1 — Son : Mono
- Genre : Comédie
- Durée : 106 minutes
- Date de sortie : 
  - France : 10 novembre 1934

## Distribution
- Fernandel : Boulot, le garçon d'étage
- Raymond Cordy : Bastien
- Saturnin Fabre : M. Mathieu
- Mona Lys : Marcelle Paillardin
- Marion Delbo : Angélique Pinglet
- Pierre Larquey : M. Pinglet
- Ginette Leclerc : Victoire, la bonne
- Olga Muriel : Pâquerette
- André Alerme : M. Paillardin
- Pierre Palau : Le commissaire Boucard
- Anthony Gildès : L'employé du commissaire
- Jacques Brunius : Le monsieur du train
- Simone Dulac : La dame du train
- Marcel Duhamel : M. Chervet
- Raymond Bussières : Bob
- Géo Lastry : Le client bien
- Raymond Galle : Maxime
- Claire Gérard : La bonne
- Serge Grave
- Paul Grimault
- Jacques Prévert
- Lou Bonin
- Alexandre Trauner